# Ciclododecatriene
Il ciclododecatriene C12H18 è un cicloalchene contenente tre gruppi alchenici. Gli isomeri 1,3,5-trans-trans-cis hanno una certa importanza industriale e sono ottenuti per ciclotrimerizzazione del butadiene in presenza di tetracloruro di titanio e un organoalluminio come catalizzatori:
Il ciclododecatriene trova impiego nella sintesi di ritardanti di fiamma bromurati per materie plastiche e nell'industria dei profumi per preparare fragranze e aromi.
Questo composto viene utilizzato anche per la produzione di acido 1,12-dodecandioico attraverso idrogenazione a ciclododecano seguita da ossidazione in aria ad alta temperatura in presenza di acido borico; si ottiene, in tale modo, una miscela contenente un alcol e un chetone. La miscela viene, infine, ulteriormente ossidata da acido nitrico e si ottiene il prodotto finale:
L'acido è principalmente usato per produrre poliammidi ma si usa anche per produrre poliesteri e, nella forma del suo diestere, come lubrificante.